# Eugongylus sulaensis
Eugongylus sulaensis — вид сцинкоподібних ящірок родини сцинкових (Scincidae). Ендемік Індонезії.

## Поширення і екологія
Eugongylus sulaensis мешкають на островах Сула в архіпелазі Молуккських островів. Вони живуть у вологих рівнинних тропічних лісах, на висоті до 1000 м над рівнем моря.